# Тара (гора, Япония)
Гора Тара (яп. 多良岳, たらだけ тара-дакэ) — гора в Японии, стратовулкан на границе префектур Нагасаки и Сага.
Самая высокая вершина вулканической гряды Тара, что тянется по территории обеих префектур. Самая высокая точка горы называется пиком Кёгатакэ (яп. 多良岳, たらだけ). Его высота составляет 1076 м. На высоте 996 м, возле вершины, расположено синтоистское Святилище Тара и буддистский монастырь Консэн-дзи.